# Tournoi de tennis d'Ancône
Le tournoi de tennis d'Ancône (Italie) est un tournoi de tennis masculin du circuit professionnel ATP.
La seule édition du tournoi date de 1982.

## Palmarès

### Simple
| No | Date       | Nom et lieu du tournoi | Catégorie | Dotation | Surface         | Vainqueur     | Finaliste      | Score    |  |
| -- | ---------- | ---------------------- | --------- | -------- | --------------- | ------------- | -------------- | -------- |  |
| 1  | 15-11-1982 | Ancona Open, Ancône    |           | 75 000 $ | Moquette (int.) | Anders Järryd | Mike De Palmer | 6-3, 6-2 |  |

### Double
| No | Date       | Nom et lieu du tournoi | Catégorie | Dotation | Surface         | Vainqueurs                   | Finalistes                   | Score         |  |
| -- | ---------- | ---------------------- | --------- | -------- | --------------- | ---------------------------- | ---------------------------- | ------------- |  |
| 1  | 15-11-1982 | Ancona Open, Ancône    |           | 75 000 $ | Moquette (int.) | Anders Järryd Hans Simonsson | Tim Gullikson Bernard Mitton | 4-6, 6-3, 7-6 |  |